# Chālāb
Chālāb (persiska: چالاب) är en ort i Iran.   Den ligger i provinsen Kurdistan, i den nordvästra delen av landet, 300 km väster om huvudstaden Teheran. Chālāb ligger 1 755 meter över havet och antalet invånare är 359.
Terrängen runt Chālāb är kuperad åt nordost, men åt sydväst är den platt. Runt Chālāb är det ganska glesbefolkat, med 23 invånare per kvadratkilometer. Chālāb är det största samhället i trakten. Trakten runt Chālāb består i huvudsak av gräsmarker.